# Hal Holbrook
Harold Rowe "Hal" Holbrook, Jr. (Cleveland, 17 de fevereiro de 1925 – Califórnia, 23 de janeiro de 2021) foi um ator de TV, cinema e teatro norte-americano. Holbrook ganhou notoriedade em um espetáculo solo em 1954, quando atuou como Mark Twain, e fez sua estreia no cinema no filme de Sidney Lumet The Group (1966). Depois, ganhou fama internacional por sua performance como Deep Throat (Garganta Profunda, em português) no filme All the President's Men, de 1976, seguindo por papéis na televisão, como Lincoln, e em outros filmes como Julia (1977), The Fog (1980), and Creepshow (1982).
Posteriormente, Holbrook ganhou notoriedade por papéis em filmes como Into the Wild (2007), pelo qual foi indicado por um Screen Actors Guild Award e um Academy Award, bem como em papéis recorrentes na série Sons of Anarchy, e como Francis Preston Blair em Lincoln (2012), dirigido por Steven Spielberg.
Recebeu um Tony de melhor ator em peça em 1966 pela apresentação em Mark Twain Tonight!. Também foi agraciado com cinco Emmys.
Morreu em 23 de janeiro de 2021, aos 95 anos de idade, na Califórnia.

## Filmes
| Ano  | Título                                 | Personagem                        | Notas                 | Ref   |
| ---- | -------------------------------------- | --------------------------------- | --------------------- | ----- |
| 1966 | The Group                              | Gus Leroy                         |                       | [ 4 ] |
| 1968 | Wild in the Streets                    | Senador Johnny Fergus             |                       | [ 4 ] |
| 1968 | The Brotherhood                        | Homem à mesa                      |                       |       |
| 1970 | The People Next Door                   | David Hoffman                     |                       |       |
| 1970 | The Great White Hope                   | Al Cameron                        |                       | [ 5 ] |
| 1972 | They Only Kill Their Masters           | Watkins                           |                       | [ 5 ] |
| 1973 | Jonathan Livingston Seagull            | O mais velho                      | Voz não creditada     |       |
| 1973 | Magnum Force                           | Lieutenant Neil Briggs            |                       | [ 4 ] |
| 1974 | The Girl from Petrovka                 | Joe                               |                       | [ 4 ] |
| 1976 | All the President's Men                | Garganta Profunda                 |                       | [ 4 ] |
| 1976 | Midway                                 | Comandante Joseph Rochefort       |                       | [ 4 ] |
| 1977 | Rituals                                | Harry                             |                       | [ 4 ] |
| 1977 | Julia                                  | Alan Campbell                     |                       | [ 4 ] |
| 1977 | Capricorn One                          | Dr. James Kelloway                |                       | [ 4 ] |
| 1979 | Natural Enemies                        | Paul Steward                      |                       | [ 4 ] |
| 1980 | The Fog                                | Padre Malone                      |                       | [ 4 ] |
| 1980 | The Kidnapping of the President        | Presidente Adam Scott             |                       | [ 4 ] |
| 1982 | Creepshow                              | Henry Northrup                    | Segmento: "The Crate" | [ 5 ] |
| 1982 | Girls Nite Out                         | Jim MacVey                        | AKA The Scaremaker    | [ 6 ] |
| 1983 | The Star Chamber                       | Juiz Benjamin Caulfield           |                       | [ 6 ] |
| 1987 | Wall Street                            | Lou Mannheim                      |                       | [ 5 ] |
| 1988 | The Unholy                             | Arcebispo Mosely                  |                       | [ 5 ] |
| 1989 | Fletch Lives                           | Hamilton "Ham" Johnson            |                       | [ 6 ] |
| 1993 | The Firm                               | Oliver Lambert                    |                       | [ 5 ] |
| 1996 | Carried Away                           | Dr. Evans                         |                       | [ 6 ] |
| 1997 | Cats Don't Dance                       | Cranston                          | Voz                   | [ 6 ] |
| 1997 | Hercules                               | Amphitryon                        | Voz                   | [ 5 ] |
| 1997 | Eye of God                             | Sheriff Rogers                    |                       | [ 6 ] |
| 1998 | Hush                                   | Dr. Franklin Hill                 |                       | [ 5 ] |
| 1998 | Walking to the Waterline               | Homem na praia                    |                       | [ 5 ] |
| 1998 | Judas Kiss                             | Senador Rupert Hornbeck           |                       |       |
| 1998 | Rusty: A Dog's Tale                    | Boyd Callahan                     |                       | [ 5 ] |
| 1999 | The Florentine                         | Smitty                            |                       |       |
| 1999 | The Bachelor                           | Roy O'Dell                        |                       | [ 6 ] |
| 2000 | Waking the Dead                        | Isaac Green                       |                       | [ 6 ] |
| 2000 | Men of Honor                           | Mr. Pappy                         |                       | [ 5 ] |
| 2000 | The Life and Adventures of Santa Claus | Ak – Master Woodsman of the World | Voz                   | [ 6 ] |
| 2001 | The Majestic                           | Congressista Doyle                |                       | [ 5 ] |
| 2002 | Purpose                                | Tom Walker                        |                       |       |
| 2002 | The Seventh Day Series                 | Himself                           | Documentário          | [ 6 ] |
| 2003 | Country Music: The Spirit of America   | Narrador                          | IMAX                  | [ 7 ] |
| 2003 | Shade                                  | o Professor                       |                       | [ 6 ] |
| 2007 | Into the Wild                          | Ron Franz                         |                       | [ 5 ] |
| 2008 | Killshot                               | Papa                              |                       | [ 6 ] |
| 2009 | That Evening Sun                       | Abner Meecham                     |                       | [ 5 ] |
| 2010 | Flying Lessons                         | Harry Pleasant                    |                       |       |
| 2011 | Good Day for It                        | Hector                            |                       | [ 6 ] |
| 2011 | Water for Elephants                    | Old Jacob                         |                       | [ 5 ] |
| 2012 | Lincoln                                | Francis Preston Blair             |                       | [ 5 ] |
| 2012 | Promised Land                          | Frank Yates                       |                       | [ 5 ] |
| 2013 | Savannah                               | Judge Harden                      |                       | [ 5 ] |
| 2014 | Holbrook/Twain: An American Odyssey    | Ele mesmo                         | Documentário          |       |
| 2014 | Planes: Fire & Rescue                  | Mayday                            | Voz                   | [ 5 ] |
| 2015 | Blackway                               | Whizzer                           |                       | [ 6 ] |

## Televisão
| Ano         | Título                                                    | Personagem                        | Notas                                      | Ref   |
| ----------- | --------------------------------------------------------- | --------------------------------- | ------------------------------------------ | ----- |
| 1954–1959   | The Brighter Day                                          | Grayling Dennis #1                | Episódios desconhecido                     |       |
| 1955        | Mr. Citizen                                               | Don Gallagher                     | Episódio: "Late for Supper"                |       |
| 1966        | Preview Tonight                                           |                                   | Episódio: "The Cliff Dwellers"             |       |
| 1966        | The Glass Menagerie                                       | Tom Wingfield                     | Filme para TV                              |       |
| 1967        | Mark Twain Tonight!                                       | Mark Twain                        | Especial para TV                           | [ 4 ] |
| 1967        | Coronet Blue                                              | Carey Thomas                      | Episódio: "Faces"                          |       |
| 1967–1968   | Off to See the Wizard                                     | Narrador                          |                                            |       |
| 1969        | The F.B.I.                                                | Christopher Simes                 | Episódio: "The Fraud"                      |       |
| 1969        | The Whole World Is Watching                               | Chancellor Leonard Graham         | Filme para TV                              |       |
| 1969        | The Name of the Game                                      | Prefeito John Adrian              | Episódio: "The Perfect Image"              |       |
| 1970        | A Clear and Present Danger                                | Senador Hays Stowe                | Filme para TV                              |       |
| 1970        | Walt Disney's Wonderful World of Color                    | Mitch Collins                     | 2 episódios                                |       |
| 1970–1971   | The Bold Ones: The Senator                                | Senador Hays Stowe                | 8 episódios                                | [ 4 ] |
| 1971        | Travis Logan, D.A.                                        | Matthew Sand                      | Filme para TV                              |       |
| 1971        | Suddenly Single                                           | Larry Hackett                     | Filme para TV                              |       |
| 1971        | Goodbye, Raggedy Ann                                      | Harlan Webb                       | Filme para TV                              |       |
| 1972        | That Certain Summer                                       | Doug Salter                       | Filme para TV                              | [ 4 ] |
| 1973        | Pueblo                                                    | Lloyd M. Bucher                   | Filme para TV                              | [ 4 ] |
| 1974–1976   | Carl Sandburg's Lincoln                                   | Abraham Lincoln                   | TV miniseries                              | [ 4 ] |
| 1975–1976   | Great Performances                                        | Apresentador de teatro na América | 2 episódios                                |       |
| 1976        | 33 Hours in the Life of God                               | Dr. Simon Abbott                  | Filme para TV                              |       |
| 1977        | Our Town                                                  | Stage Manager                     | Filme para TV                              |       |
| 1978        | The Awakening Land                                        | Portius Wheeler                   | TV miniseries                              | [ 4 ] |
| 1979        | Murder by Natural Causes                                  | Arthur Sinclair                   | Filme para TV                              | [ 4 ] |
| 1979        | The Legend of the Golden Gun                              | J. R. Swackhammer                 | Filme para TV                              | [ 4 ] |
| 1979        | When Hell Was in Session                                  | Jeremiah Denton                   | Filme para TV                              | [ 4 ] |
| 1980        | Off the Minnesota Strip                                   | Bud Johansen                      | Filme para TV                              |       |
| 1981        | The Killing of Randy Webster                              | John Webster                      | Filme para TV                              | [ 5 ] |
| 1983–1988   | Portrait of America                                       | Ele mesmo                         | 8 episódios                                | [ 6 ] |
| 1984        | Celebrity                                                 | Calvin Sledge                     | 3 episódios                                |       |
| 1984        | George Washington                                         | John Adams                        | TV miniseries                              | [ 6 ] |
| 1984        | The Three Wishes of Billy Grier                           | Grandpa Grier                     | Filme para TV                              |       |
| 1985        | North and South                                           | Abraham Lincoln                   | TV miniseries                              | [ 6 ] |
| 1985        | Behind Enemy Lines                                        | Col. Calvin Turner                | Filme para TV                              |       |
| 1986        | Under Siege                                               | Presidente Maxwell Monroe         | Filme para TV                              |       |
| 1986        | Dress Gray                                                | General Charles Hedges            | TV miniseries                              | [ 6 ] |
| 1986        | North and South: Book II                                  | Abraham Lincoln                   | TV miniseries                              | [ 6 ] |
| 1986–1989   | Designing Women                                           | Reese Watson                      | 9 episódios                                | [ 6 ] |
| 1987        | Plaza Suite                                               | Sam Nash                          | Filme para TV                              |       |
| 1988        | The Fortunate Pilgrim                                     | Dr. Andrew McKay                  | TV miniseries                              | [ 6 ] |
| 1988        | I'll Be Home for Christmas                                | Joseph Bundy                      | Filme para TV                              | [ 6 ] |
| 1988        | Emma: Queen of the South Seas                             | Jonas Coe                         | 2 episódios                                |       |
| 1989        | Day One                                                   | General George Marshall           | Filme para TV                              | [ 6 ] |
| 1989        | Sorry, Wrong Number                                       | Jim Coltrane                      | Filme para TV                              |       |
| 1990        | A Killing in a Small Town                                 | Dr. Beardsley                     | Filme para TV                              |       |
| 1990–1994   | Evening Shade                                             | Evan Evans                        | 80 episódios                               | [ 5 ] |
| 1993        | Bonds of Love                                             | Jim Smith                         | Filme para TV                              |       |
| 1994        | A Perry Mason Mystery: The Case of the Lethal Lifestyle   | William "Wild Bill" McKenzie      | Filme para TV                              |       |
| 1994        | A Perry Mason Mystery: The Case of the Grimacing Governor | William "Wild Bill" McKenzie      | Filme para TV                              |       |
| 1995        | A Perry Mason Mystery: The Case of the Jealous Jokester   | William "Wild Bill" McKenzie      | Filme para TV                              |       |
| 1995        | She Stood Alone: The Tailhook Scandal                     | Adm. Kelso                        | Filme para TV                              |       |
| 1996        | Innocent Victims                                          | Bob Hennis                        | Filme para TV                              |       |
| 1997        | Operation Delta Force                                     | Almirante Henshaw                 | Filme para TV                              |       |
| 1997        | All the Winters That Have Been                            | Ren Corvin                        | Filme para TV                              |       |
| 1997        | The Third Twin                                            | Pete                              | Filme para TV                              |       |
| 1998        | Beauty                                                    | Alexander Miller                  | Filme para TV                              | [ 6 ] |
| 1998        | My Own Country                                            | Lloyd Flanders                    | Filme para TV                              |       |
| 1999        | A Place Apart                                             | Narrador                          | Filme para TV                              |       |
| 2000        | The Outer Limits                                          | Oliver Harbison                   | 2 episódios                                | [ 6 ] |
| 2000        | Family Law                                                | Richard Lloyd                     | Episódio: "One Mistake"                    | [ 6 ] |
| 2001        | Haven                                                     | Harold L. Ickes                   | Filme para TV                              |       |
| 2001        | The Legend of the Three Trees                             | Narrador                          | Filme para TV                              | [ 5 ] |
| 2001–2002   | The West Wing                                             | Albie Duncan                      | 2 episódios                                | [ 6 ] |
| 2002        | Becker                                                    | Mr. Humphries                     | Episódio: "And the Heartbeat Goes On"      | [ 6 ] |
| 2003        | Good Morning, Miami                                       | Jim Templeton                     | 2 episódios                                | [ 6 ] |
| 2003        | The Street Lawyer                                         | Arthur Jacobs                     | Filme para TV                              |       |
| 2005        | Hope & Faith                                              | Edward Shanowski                  | Episódio: "A Room of One's Own"            | [ 6 ] |
| 2006        | The Sopranos                                              | John Schwinn                      | Episódio: "The Fleshy Part of the Thigh"   | [ 6 ] |
| 2006        | NCIS                                                      | Mickey Stokes                     | Episódio: "Escaped"                        | [ 6 ] |
| 2008        | ER                                                        | Walter Perkins                    | 2 episódios                                | [ 6 ] |
| 2009        | Captain Cook's Extraordinary Atlas                        | Dean Davis Winters                | Filme para TV                              |       |
| 2010 & 2014 | Sons of Anarchy                                           | Nate Madock                       | 5 episódios                                | [ 6 ] |
| 2010–2011   | The Event                                                 | James Dempsey                     | 10 episódios                               | [ 6 ] |
| 2013        | Monday Mornings                                           | Dr. Arvin Wayne                   | Episódio: "The Legend and the Fall"        | [ 6 ] |
| 2013        | Rectify                                                   | Rutherford Gaines                 | Episódio: "Modern Times"                   | [ 6 ] |
| 2017        | Bones                                                     | Red Hudmore                       | Episódio: "The New Tricks in the Old Dogs" | [ 6 ] |
| 2017        | An American Conscience: The Reinhold Niebuhr Story        | Reinhold Niebuhr (voz)            | Filme para TV                              |       |
| 2017        | Grey's Anatomy                                            | Dr. Lewis Klatch                  | Episódio: "'Till I Hear It from You"       | [ 8 ] |
| 2017        | Hawaii Five-0                                             | Leonard Patterson                 | Episódio: "Waimaka 'ele'ele"               | [ 9 ] |